# Onthophagus tessulatus
Onthophagus tessulatus là một loài bọ cánh cứng trong họ Bọ hung (Scarabaeidae).